# Richard Branson
Pour les articles homonymes, voir Branson.
Richard Branson, né le 18 juillet 1950 à Blackheath (Grand Londres), est un entrepreneur britannique, connu grâce aux succès qu'il rencontre avec sa marque Virgin Group, laquelle regroupe de nombreuses activités comme des compagnies aériennes ou des chaînes de distribution.
En France, il est surtout célèbre comme ex-propriétaire des Virgin Megastores (cédés en 2001 à Lagardère SCA et rachetés par Butler Capital Partners en décembre 2007). Il est également le créateur, entre autres, des sociétés Virgin Atlantic (transport aérien), Virgin Cola (sodas), Virgin Racing (écurie automobile), Virgin Hotels (hôtellerie), Virgin Trains (transports ferroviaires), Virgin Mobile (téléphonie mobile), Virgin Active (salles de sport), Virgin Money UK (finances),  Virgin Galactic (tourisme spatial) et Virgin Voyages (en) (croisières).
Richard Branson est la 261e personne la plus riche du monde selon le magazine Forbes 2009, avec une fortune estimée approximativement à 2,6 milliards de £ (3,9 Mds de $).
Depuis le 11 juillet 2021, il est également le deuxième milliardaire de l'Histoire à avoir effectué un voyage aux limites de l'espace à bord de son avion spatial VSS Unity de Virgin Galactic.

## Biographie

### Enfance
Issu d'une famille de magistrats, Richard Branson mène de médiocres études  à Scaitcliffe School puis Stowe School où il se distingue par ses mauvais résultats. Enfant dyslexique et hyperactif (non reconnu à l'époque), le diagnostic tardif de sa mauvaise vue ne l'aurait pas aidé non plus. Son proviseur lui aurait dit : « Tu finiras en prison ou milliardaire. »
Sportif, jusqu'à un accident qui l'atteint au genou, il fait ensuite preuve d'une précoce envie d'entreprendre : à neuf ans, il se lance, sans succès, dans une plantation de sapins (en vue du commerce de sapins de Noël), puis dans l'élevage de perruches ondulées.

### Carrière
À quinze ans, intéressé par l'écriture et la publication, Branson quitte l'école pour Londres, afin de se lancer à plein temps dans la création d'un magazine indépendant pour étudiants. Associé à Jonathan Holland-Gems, il fonde le magazine Students, et réussit à attirer ou interviewer des contributeurs prestigieux. Il diversifie ensuite les activités exercées derrière la marque Students en ouvrant le Student Advisory Centre, qui assure, entre autres, une forme de planning familial pour étudiants. Cette activité existera ensuite sous le nom de HELP!.

#### Le label Virgin
Accaparé par la recherche de sponsors et la gestion de l'entreprise et constatant les difficultés de l'activité magazine, Richard Branson se réoriente vers la vente de disques par correspondance, activité plus lucrative sur un marché en plein développement. C'est à ce moment que le nom Virgin est choisi, sur la proposition d'une collaboratrice ayant dit « Nous sommes tous vierges en business ».[réf. nécessaire]
Afin de faire face à une importante grève de la poste britannique, qui remet en cause l'activité de vente par correspondance, Branson ouvre une première boutique à Londres, sur Oxford Street. Il effectue ensuite son premier investissement important en achetant une propriété près d'Oxford, qu'il fait équiper d'un studio d'enregistrement par Tom Newman et Phil Newell. Le studio, où les artistes peuvent également résider, est appelé « The Manor » (Le Manoir). Peu après, Richard Branson lance le label Virgin Records avec Nik Powell et Simon Draper.
Le premier album paru en mai 1973 sous le label Virgin avec le numéro de catalogue V2001 est Tubular Bells de Mike Oldfield. Richard Branson organise la promotion du disque et tient le rôle de manager d'Oldfield. L'utilisation d'un extrait de cet album dans le film L'Exorciste augmente considérablement la popularité de l'artiste et l'album devient un succès colossal. Il se vendra à plus de dix millions d'exemplaires en dix ans (ventes cumulées de dix-sept millions vers 2000). Branson décide par la suite de diversifier les artistes du label Virgin, trop associé au mouvement hippie et progressif représenté par Mike Oldfield, qui assure l'essentiel des bénéfices de Virgin pendant les premières années avec Hergest Ridge et Ommadawn. Le changement d'image est assuré par la signature des « scandaleux » Sex Pistols, et la diversification pop rock consacrée par l'arrivée d'artistes tels que Phil Collins ou Culture Club et l'organisation de concerts tels que celui de Queen à Hyde Park en 1976.

#### L'empire Virgin
Dans les années 1980, Virgin progresse très rapidement et diversifie ses activités avec des fortunes diverses : livres, vidéo, restauration… La chaîne de petits magasins britanniques fait place au réseau international de Virgin Megastores. L'activité dans laquelle Branson s'investit le plus est le transport aérien, au point qu'il vend Virgin Music à Thorn EMI en 1992 pour développer Virgin Airways. Richard Branson affirmera le 27 juin 2008 qu'il a refusé de payer un pot de vin d'un million d'euros demandé par un ministre français pour faciliter l'ouverture des magasins Virgin Megastores le dimanche.
Richard Branson s'est proposé de racheter la flotte Concorde de British Airways à un prix symbolique lors de l'arrêt des vols en novembre 2003 pour sa compagnie Virgin Atlantic.
En février 2007, il propose de créer en Grande-Bretagne une banque « mutualiste » de sang de cordon ombilical au sein du groupe Virgin. Le prélèvement et le stockage seraient payants, mais l'utilisation ne serait pas limitée au seul usage thérapeutique personnel, 80 % étant disponible au sein d'une banque publique de greffons.
Le 18 juillet 2007, à l'initiative de Richard Branson et du musicien Peter Gabriel, Nelson Mandela, Graça Machel et Desmond Tutu convoquent à Johannesbourg une assemblée de dirigeants influents du monde entier qui veulent contribuer, à l'aide de leur expérience et de leur sagesse, à résoudre les problèmes les plus importants de la planète. Nelson Mandela annonce la formation de ce conseil des Global Elders (les anciens, ou sages, universels) dans un discours lors de son 89e anniversaire. Desmond Tutu est président du conseil et ses membres fondateurs incluent  également Kofi Annan, Ela Bhatt, Gro Harlem Brundtland, Jimmy Carter, Li Zhaoxing, Mary Robinson et Muhammad Yunus.
Richard Branson est un grand fan de bitcoin et de la technologie blockchain. Il les considère comme une révolution économique. Branson a également présidé le Blockchain Summit au cours des deux dernières années sur son île privée où plusieurs nouvelles idées et partenariats ont été formés. Lorsqu'on lui a demandé son avis sur l'avenir du bitcoin, il a répondu qu'il pense que cela sera une réussite, mais a cependant reconnu sa volatilité et déclaré que des devises similaires pourraient être encore améliorées.
En 2011, Branson déclare passer « 50 % de son temps à développer des organisations à but non lucratif gérées comme des entreprises ».
La presse relève en avril 2020 que, tout en réclamant des subventions à l’État britannique afin de tenter de sauver de la faillite sa compagnie aérienne Virgin Atlantic, durement éprouvée par la pandémie de Covid-19, Richard Branson transfère des actifs qu'il possédait au Delaware (États-Unis) vers les îles Vierges britanniques, paradis fiscal dans lequel il est propriétaire de Necker Island où il réside. Devant la situation, Branson s'est même proposé de mettre cette propriété en garantie pour sauver sa compagnie. Le 11 mai 2020, Richard Branson annonce son intention de vendre 25 millions d'actions Virgin Galactic pour une valeur estimée à environ 500 millions de dollars.
En 2025, il annonce vouloir concurrencer l'Eurostar sur les lignes ferroviaires reliant Londres à Paris et Bruxelles d'ici 2029.

## Sports
En 2009, Richard Branson sponsorise la nouvelle équipe en Formule 1 Brawn GP Formula One Team et ses pilotes Jenson Button et Rubens Barrichello. Button et Brawn GP deviennent champions du monde le 18 octobre 2009. En 2010, rachetée par Mercedes-Benz, Brawn GP disparaît, mais en reprenant la base de l'équipe Manor Motorsport, la marque Virgin parvient à avoir une écurie à son nom : Virgin Racing. En 2012, l'écurie est rachetée et rebaptisée Marussia F1 Team.
En 2010, Richard Branson, patron de l'écurie de Formule 1 Virgin Racing et de la compagnie aérienne Virgin, fait un pari avec Tony Fernandes, patron de l'écurie Lotus Racing et de la compagnie aérienne AirAsia. Celui dont l'équipe sera la moins bien placée au championnat du monde  des constructeurs devra servir en tant qu'hôtesse de l'air dans la compagnie aérienne du vainqueur. Lotus finit 10e et Virgin 12e. Richard Branson honora son pari le 12 mai 2013 sur le vol Perth-Kuala Lumpur.
Richard Branson a traversé l'Atlantique. Il n'hésite pas non plus à sponsoriser son ami, l'américain Steve Fossett, disparu le 4 septembre 2007 et lui aussi détenteur d'un très grand nombre de records. Le 1er juillet 2012, il réalise la traversée de la Manche en kite-surf, devenant à 61 ans le sportif le plus âgé à réaliser ce périple. Le 26 mars 2014, il déclare au quotidien économique allemand Handelsblatt vouloir lancer une « offensive dans le secteur des croisières. ». « L'homme d'affaires veut construire des bateaux Virgin Cruises avec des chantiers navals en Italie et en Allemagne, » ajoute le journal.

## Dans la culture populaire

### Apparition au cinéma
Richard Branson fait une apparition fugace, un caméo, dans le film Casino Royale (2006). Richard Branson fait une courte apparition dans la série Friends (il joue le rôle d'un vendeur dans l'épisode 23 de la quatrième saison). Un des avions de ligne de sa compagnie Virgin Atlantic apparaît également dans l'épisode. Richard Branson fait également un caméo dans le film Le Tour du monde en quatre-vingts jours (2004).

## Voyage aux limites de l'espace
Le 11 juillet 2021, Richard Branson réalise un vol d'environ une heure avec Beth Moses, Sirisha Bandla et Colin Bennett et approche des limites de l'espace (86,1 kilomètres) à bord d'un appareil de sa société Virgin Galactic nommé VSS Unity. Cela fait de lui le premier milliardaire fondateur d'une compagnie spatiale à voyager aux limites de l'espace,,,. La limite de l'espace étant par convention fixée à 100 kilomètres d'altitude, il n'est cependant pas considéré comme un astronaute.

## Politique
Il est considéré comme l'un des symboles du New Labour de Tony Blair à la fin des années 1990.
À l'approche des élections générales britanniques de 2010, il soutient publiquement le programme économique du Parti conservateur.
Opposé à la sortie du Royaume-Uni de l'Union européenne, il financerait en 2016 une campagne pro-UE menée par des proches de Tony Blair pour empêcher le Brexit d'aboutir.
Il finance en 2019 un concert de soutien à Juan Guaido, le président autoproclamé du Venezuela soutenu par les États-Unis.

## Distinctions
Il est fait chevalier du Royaume-Uni le 31 décembre 1999.
Le 9 octobre 2014, Branson est nommé meilleur allié LGBT par l'organisation OUTstanding.